# Primetime Emmy a la millor actriu en sèrie còmica
El Primetime Emmy a la millor actriu en sèrie còmica (en anglès Primetime Emmy Award for Outstanding Lead Actress in a Comedy Series) és el Premi Emmy que s'atorga anualment a la millor actuació femenina en una sèrie còmica de televisió.

## Guanyadores i nominades
La guanyadora de cada any es mostra sobre fons groc:

### Dècada del 1950
| Any             | Actriu                                 | Programa             | Personatge |
| --------------- | -------------------------------------- | -------------------- | ---------- |
| 1952            |                                        |                      |            |
| Lucille Ball    | I Love Lucy                            | Lucy Ricardo         |            |
| Eve Arden       | Our Miss Brooks                        | Miss Connie Brooks   |            |
| Imogene Coca    | Your Show of Shows                     | Diversos personatges |            |
| Joan Davis      | I Married Joan                         | Joan Stevens         |            |
| Martha Raye     | The Colgate Comedy Hour                | Diversos personatges |            |
| 1955            |                                        |                      |            |
| Lucille Ball    | I Love Lucy                            | Lucy Ricardo         |            |
| Gracie Allen    | The George Burns and Gracie Allen Show | Gracie Allen         |            |
| Eve Arden       | Our Miss Brooks                        | Miss Connie Brooks   |            |
| Jean Hagen      | Make Room For Daddy                    | Margaret Williams    |            |
| Ann Sothern     | Private Secretary                      | Susie MacNamara      |            |
| 1956            |                                        |                      |            |
| Nanette Fabray  | Caesar's Hour                          |                      |            |
| Edie Adams      | The Ernie Kovacs Show                  |                      |            |
| Gracie Allen    | The George Burns and Gracie Allen Show | Gracie Allen         |            |
| Lucille Ball    | I Love Lucy                            | Lucy Ricardo         |            |
| Ann Sothern     | Private Secretary                      | Susie MacNamara      |            |
| 1959            |                                        |                      |            |
| Jane Wyatt      | Father Knows Best                      | Margaret Anderson    |            |
| Gracie Allen    | The George Burns and Gracie Allen Show | Gracie Allen         |            |
| Spring Byington | December Bride                         | Lily Ruskin          |            |
| Ida Lupino      | Mr. Adams and Eve                      | Eve Adams            |            |
| Donna Reed      | The Donna Reed Show                    | Donna Stone          |            |
| Ann Sothern     | The Ann Sothern Show                   | Katy O'Connor        |            |

### Dècada del 1960
| Any                  | Actriu                    | Programa          | Personatge |
| -------------------- | ------------------------- | ----------------- | ---------- |
| 1960                 |                           |                   |            |
| Jane Wyatt           | Father Knows Best         | Margaret Anderson |            |
| Donna Reed           | The Donna Reed Show       | Donna Stone       |            |
| Loretta Young        | Letter to Loretta         | Loretta Young     |            |
| 1961                 |                           |                   |            |
| Barbara Stanwyck     | The Barbara Stanwyck Show | Josephine Little  |            |
| Donna Reed           | The Donna Reed Show       | Donna Stone       |            |
| Loretta Young        | Letter to Loretta         | Loretta Young     |            |
| 1962                 |                           |                   |            |
| Shirley Booth        | Hazel                     | Hazel Burke       |            |
| Gertrude Berg        | The Gertrude Berg Show    |                   |            |
| Donna Reed           | The Donna Reed Show       | Donna Stone       |            |
| Mary Stuart          | Search for Tomorrow       | Joanne Gardner    |            |
| Cara Williams        | Pete and Gladys           | Gladys Porter     |            |
| 1963                 |                           |                   |            |
| Shirley Booth        | Hazel                     | Hazel Burke       |            |
| Lucille Ball         | The Lucy Show             | Lucy Carmichael   |            |
| Shirl Conway         | The Nurses                | Liz Thorpes       |            |
| Irene Ryan           | The Beverly Hillbillies   | Granny            |            |
| Mary Tyler Moore     | The Dick Van Dyke Show    | Laura Petrie      |            |
| 1964                 |                           |                   |            |
| Mary Tyler Moore     | The Dick Van Dyke Show    | Laura Petrie      |            |
| Shirley Booth        | Hazel                     | Hazel Burke       |            |
| Patty Duke           | The Patty Duke Show       | Patty Lane        |            |
| Inger Stevens        | The Farmer's Daughter     | Katy Holstrum     |            |
| Irene Ryan           | The Beverly Hillbillies   | Granny            |            |
| 1965                 | No hi va haver premi      |                   |            |
| 1966                 |                           |                   |            |
| Mary Tyler Moore     | The Dick Van Dyke Show    | Laura Petrie      |            |
| Lucille Ball         | The Lucy Show             | Lucy Carmichael   |            |
| Elizabeth Montgomery | Bewitched                 | Samantha Stephens |            |
| 1967                 |                           |                   |            |
| Lucille Ball         | The Lucy Show             | Lucy Carmichael   |            |
| Elizabeth Montgomery | Bewitched                 | Samantha Stephens |            |
| Agnes Moorehead      | Bewitched                 | Endora            |            |
| Marlo Thomas         | That Girl                 | Ann Marie         |            |
| 1968                 |                           |                   |            |
| Lucille Ball         | The Lucy Show             | Lucy Carmichael   |            |
| Barbara Feldon       | Get Smart                 | Agent 99          |            |
| Elizabeth Montgomery | Bewitched                 | Samantha Stephens |            |
| Paula Prentiss       | He and She                | Paula Hollister   |            |
| Marlo Thomas         | That Girl                 | Ann Marie         |            |
| 1969                 |                           |                   |            |
| Hope Lange           | The Ghost and Mrs. Muir   | Carolyn Muir      |            |
| Diahann Carroll      | Julia                     | Julia Baker       |            |
| Barbara Feldon       | Get Smart                 | Agent 99          |            |
| Elizabeth Montgomery | Bewitched                 | Samantha Stephens |            |

### Dècada del 1970
| Any                     | Actriu                    | Programa                 | Personatge | Cadena |
| ----------------------- | ------------------------- | ------------------------ | ---------- | ------ |
| 1969-1970               |                           |                          |            |        |
| Hope Lange              | The Ghost & Mrs. Muir     | Carolyn Muir             | ABC        |        |
| Elizabeth Montgomery    | Bewitched                 | Samantha Stephens        | ABC        |        |
| Marlo Thomas            | That Girl                 | Ann Marie                | ABC        |        |
| 1970-1971               |                           |                          |            |        |
| Jean Stapleton          | All in the Family         | Edith Bunker             | CBS        |        |
| Marlo Thomas            | That Girl                 | Ann Marie                | ABC        |        |
| Mary Tyler Moore        | The Mary Tyler Moore Show | Mary Richards            | CBS        |        |
| 1971-1972               |                           |                          |            |        |
| Jean Stapleton          | All in the Family         | Edith Bunker             | CBS        |        |
| Sandy Duncan            | Funny Face                | Sandy Stockton           | CBS        |        |
| Mary Tyler Moore        | The Mary Tyler Moore Show | Mary Richards            | CBS        |        |
| 1972-1973               |                           |                          |            |        |
| Mary Tyler Moore        | The Mary Tyler Moore Show | Mary Richards            | CBS        |        |
| Jean Stapleton          | All in the Family         | Edith Bunker             | CBS        |        |
| Bea Arthur              | Maude                     | Maude Findlay            | CBS        |        |
| 1973-1974               |                           |                          |            |        |
| Mary Tyler Moore        | The Mary Tyler Moore Show | Mary Richards            | CBS        |        |
| Bea Arthur              | Maude                     | Maude Findlay            | CBS        |        |
| Jean Stapleton          | All in the Family         | Edith Bunker             | CBS        |        |
| 1974-1975               |                           |                          |            |        |
| Valerie Harper          | Rhoda                     | Rhoda Morgenstern        | CBS        |        |
| Jean Stapleton          | All in the Family         | Edith Bunker             | CBS        |        |
| Mary Tyler Moore        | The Mary Tyler Moore Show | Mary Richards            | CBS        |        |
| 1975-1976               |                           |                          |            |        |
| Mary Tyler Moore        | The Mary Tyler Moore Show | Mary Richards            | CBS        |        |
| Lee Grant               | Fay                       | Fay Stewart              | NBC        |        |
| Bea Arthur              | Maude                     | Maude Findlay            | CBS        |        |
| Cloris Leachman         | Phyllis                   | Phyllis Lindstrom        | CBS        |        |
| Valerie Harper          | Rhoda                     | Rhoda Morgenstern        | CBS        |        |
| 1976-1977               |                           |                          |            |        |
| Bea Arthur              | Maude                     | Maude Findlay            | CBS        |        |
| Jean Stapleton          | All in the Family         | Edith Bunker             | CBS        |        |
| Valerie Harper          | Rhoda                     | Rhoda Morgenstern        | CBS        |        |
| Suzanne Pleshette       | The Bob Newhart Show      | Emily Hartley            | CBS        |        |
| Mary Tyler Moore        | The Mary Tyler Moore Show | Mary Richards            | CBS        |        |
| 1977-1978               |                           |                          |            |        |
| Jean Stapleton          | All in the Family         | Edith Bunker             | CBS        |        |
| Bea Arthur              | Maude                     | Maude Findlay            | CBS        |        |
| Valerie Harper          | Rhoda                     | Rhoda Morgenstern        | CBS        |        |
| Cathryn Damon           | Soap                      | Mary Campbell            | ABC        |        |
| Katherine Helmond       | Soap                      | Jessica Tate             | ABC        |        |
| Suzanne Pleshette       | The Bob Newhart Show      | Emily Hartley            | CBS        |        |
| 1978-1979               |                           |                          |            |        |
| Ruth Gordon (convidada) | Taxi                      | Dee Wilcox               | ABC        |        |
| Linda Lavin             | Alice                     | Alice Hyatt              | CBS        |        |
| Jean Stapleton          | All in the Family         | Edith Bunker             | CBS        |        |
| Katherine Helmond       | Soap                      | Jessica Tate             | ABC        |        |
| Isabel Sanford          | The Jeffersons            | Louise "Weezy" Jefferson | CBS        |        |

### Dècada del 1980
| Any                  | Actriu                            | Programa            | Personatge | Cadena |
| -------------------- | --------------------------------- | ------------------- | ---------- | ------ |
| 1979-1980            |                                   |                     |            |        |
| Cathryn Damon        | Soap                              | Mary Campbell       | ABC        |        |
| Katherine Helmond    | Soap                              | Jessica Tate        | ABC        |        |
| Polly Holliday       | Flo                               | Flo Castleberry     | CBS        |        |
| Sheree North         | Archie Bunker's Place             | Dotty Wertz         | CBS        |        |
| Isabel Sanford       | The Jeffersons                    | Louise Jefferson    | CBS        |        |
| 1980-1981            |                                   |                     |            |        |
| Isabel Sanford       | The Jeffersons                    | Louise Jefferson    | CBS        |        |
| Eileen Brennan       | Taxi                              | Mrs. McKenzie       | ABC        |        |
| Cathryn Damon        | Soap                              | Mary Campbell       | ABC        |        |
| Katherine Helmond    | Soap                              | Jessica Tate        | ABC        |        |
| Lynn Redgrave        | House Calls                       | Ann Atkinson        | CBS        |        |
| 1981-1982            |                                   |                     |            |        |
| Carol Kane           | Taxi                              | Simka Dahblitz      | ABC        |        |
| Nell Carter          | Gimme a Break!                    | Nellie Harper       | NBC        |        |
| Bonnie Franklin      | One Day at a Time                 | Ann Romano          | CBS        |        |
| Swoosie Kurtz        | Love, Sidney                      | Laurie Morgan       | NBC        |        |
| Charlotte Rae        | The Facts of Life                 | Edna Garrett        | NBC        |        |
| Isabel Sanford       | The Jeffersons                    | Louise Jefferson    | CBS        |        |
| 1982-1983            |                                   |                     |            |        |
| Shelley Long         | Cheers                            | Diane Chambers      | NBC        |        |
| Nell Carter          | Gimme a Break!                    | Nellie Harper       | NBC        |        |
| Mariette Hartley     | Goodnight, Beantown               | Jennifer Barnes     | CBS        |        |
| Swoosie Kurtz        | Love, Sidney                      | Laurie Morgan       | NBC        |        |
| Rita Moreno          | 9 to 5                            | Violet Newstead     | ABC        |        |
| Isabel Sanford       | The Jeffersons                    | Louise Jefferson    | CBS        |        |
| 1983-1984            |                                   |                     |            |        |
| Jane Curtin          | Kate & Allie                      | Allie Lowell        | CBS        |        |
| Joanna Cassidy       | Buffalo Bill                      | Jo Jo White         | NBC        |        |
| Shelley Long         | Cheers                            | Diane Chambers      | NBC        |        |
| Susan Saint James    | Kate & Allie                      | Kate McArdle        | NBC        |        |
| Isabel Sanford       | The Jeffersons                    | Louise Jefferson    | CBS        |        |
| 1984-1985            |                                   |                     |            |        |
| Jane Curtin          | Kate & Allie                      | Allie Lowell        | CBS        |        |
| Phylicia Ayers-Allen | The Cosby Show                    | Clair Huxtable      | NBC        |        |
| Shelley Long         | Cheers                            | Diane Chambers      | NBC        |        |
| Susan Saint James    | Kate & Allie                      | Kate McArdle        | NBC        |        |
| Isabel Sanford       | The Jeffersons                    | Louise Jefferson    | CBS        |        |
| 1985-1986            |                                   |                     |            |        |
| Betty White          | The Golden Girls                  | Rose Nylund         | NBC        |        |
| Bea Arthur           | The Golden Girls                  | Dorothy Zbornak     | NBC        |        |
| Shelley Long         | Cheers                            | Diane Chambers      | NBC        |        |
| Rue McClanahan       | The Golden Girls                  | Blanche Devereaux   | NBC        |        |
| Phylicia Rashād      | The Cosby Show                    | Clair Huxtable      | NBC        |        |
| 1986-1987            |                                   |                     |            |        |
| Rue McClanahan       | The Golden Girls                  | Blanche Devereaux   | NBC        |        |
| Bea Arthur           | The Golden Girls                  | Dorothy Zbornak     | NBC        |        |
| Blair Brown          | The Days and Nights of Molly Dodd | Molly Bickford Dodd | NBC        |        |
| Jane Curtin          | Kate & Allie                      | Allie Lowell        | CBS        |        |
| Betty White          | The Golden Girls                  | Rose Nylund         | NBC        |        |
| 1987-1988            |                                   |                     |            |        |
| Bea Arthur           | The Golden Girls                  | Dorothy Zbornak     | NBC        |        |
| Kirstie Alley        | Cheers                            | Rebecca Howe        | NBC        |        |
| Blair Brown          | The Days and Nights of Molly Dodd | Molly Bickford Dodd | NBC        |        |
| Rue McClanahan       | The Golden Girls                  | Blanche Devereaux   | NBC        |        |
| Betty White          | The Golden Girls                  | Rose Nylund         | NBC        |        |
| 1988-1989            |                                   |                     |            |        |
| Candice Bergen       | Murphy Brown                      | Murphy Brown        | CBS        |        |
| Bea Arthur           | The Golden Girls                  | Dorothy Zbornak     | NBC        |        |
| Blair Brown          | The Days and Nights of Molly Dodd | Molly Bickford Dodd | Lifetime   |        |
| Rue McClanahan       | The Golden Girls                  | Blanche Devereaux   | NBC        |        |
| Betty White          | The Golden Girls                  | Rose Nylund         | NBC        |        |

### Dècada del 1990
| Any                  | Actriu                            | Programa            | Personatge | Cadena |
| -------------------- | --------------------------------- | ------------------- | ---------- | ------ |
| 1989-1990            |                                   |                     |            |        |
| Candice Bergen       | Murphy Brown                      | Murphy Brown        | CBS        |        |
| Kirstie Alley        | Cheers                            | Rebecca Howe        | NBC        |        |
| Blair Brown          | The Days and Nights of Molly Dodd | Molly Bickford Dodd | Lifetime   |        |
| Delta Burke          | Designing Women                   | Suzanne Sugarbaker  | CBS        |        |
| Betty White          | The Golden Girls                  | Rose Nylund         | NBC        |        |
| 1990-1991            |                                   |                     |            |        |
| Kirstie Alley        | Cheers                            | Rebecca Howe        | NBC        |        |
| Candice Bergen       | Murphy Brown                      | Murphy Brown        | CBS        |        |
| Blair Brown          | The Days and Nights of Molly Dodd | Molly Bickford Dodd | Lifetime   |        |
| Delta Burke          | Designing Women                   | Suzanne Sugarbaker  | CBS        |        |
| Betty White          | The Golden Girls                  | Rose Nylund         | NBC        |        |
| 1991-1992            |                                   |                     |            |        |
| Candice Bergen       | Murphy Brown                      | Murphy Brown        | CBS        |        |
| Kirstie Alley        | Cheers                            | Rebecca Howe        | NBC        |        |
| Roseanne Arnold      | Roseanne                          | Roseanne Conner     | ABC        |        |
| Tyne Daly            | Wings                             | Mimsy Borogroves    | NBC        |        |
| Marion Ross          | Brooklyn Bridge                   | Sophie Berger       | CBS        |        |
| Betty White          | The Golden Girls                  | Rose Nylund         | NBC        |        |
| 1992-1993            |                                   |                     |            |        |
| Roseanne Arnold      | Roseanne                          | Roseanne Conner     | ABC        |        |
| Kirstie Alley        | Cheers                            | Rebecca Howe        | NBC        |        |
| Candice Bergen       | Murphy Brown                      | Murphy Brown        | CBS        |        |
| Helen Hunt           | Mad About You                     | Jamie Buchman       | NBC        |        |
| Marion Ross          | Brooklyn Bridge                   | Sophie Berger       | CBS        |        |
| 1993-1994            |                                   |                     |            |        |
| Candice Bergen       | Murphy Brown                      | Murphy Brown        | CBS        |        |
| Roseanne Barr        | Roseanne                          | Roseanne Conner     | ABC        |        |
| Helen Hunt           | Mad About You                     | Jamie Buchman       | NBC        |        |
| Annie Potts          | Love & War                        | Dana Palladino      | CBS        |        |
| Patricia Richardson  | Home Improvement                  | Jill Taylor         | ABC        |        |
| 1994-1995            |                                   |                     |            |        |
| Candice Bergen       | Murphy Brown                      | Murphy Brown        | CBS        |        |
| Roseanne Barr        | Roseanne                          | Roseanne Conner     | ABC        |        |
| Ellen DeGeneres      | Ellen                             | Ellen Morgan        | ABC        |        |
| Helen Hunt           | Mad About You                     | Jamie Buchman       | NBC        |        |
| Cybill Shepherd      | Cybill                            | Cybill Sheridan     | CBS        |        |
| 1995-1996            |                                   |                     |            |        |
| Helen Hunt           | Mad About You                     | Jamie Buchman       | NBC        |        |
| Ellen DeGeneres      | Ellen                             | Ellen Morgan        | ABC        |        |
| Fran Drescher        | The Nanny                         | Fran Fine           | CBS        |        |
| Patricia Richardson  | Home Improvement                  | Jill Taylor         | ABC        |        |
| Cybill Shepherd      | Cybill                            | Cybill Sheridan     | CBS        |        |
| 1996-1997            |                                   |                     |            |        |
| Helen Hunt           | Mad About You                     | Jamie Buchman       | NBC        |        |
| Ellen DeGeneres      | Ellen                             | Ellen Morgan        | ABC        |        |
| Fran Drescher        | The Nanny                         | Fran Fine           | CBS        |        |
| Patricia Richardson  | Home Improvement                  | Jill Taylor         | ABC        |        |
| Cybill Shepherd      | Cybill                            | Cybill Sheridan     | CBS        |        |
| 1997-1998            |                                   |                     |            |        |
| Helen Hunt           | Mad About You                     | Jamie Buchman       | NBC        |        |
| Kirstie Alley        | Veronica's Closet                 | Veronica Chase      | NBC        |        |
| Ellen DeGeneres      | Ellen                             | Ellen Morgan        | ABC        |        |
| Jenna Elfman         | Dharma & Greg                     | Dharma Montgomery   | ABC        |        |
| Calista Flockhart    | Ally McBeal                       | Ally McBeal         | Fox        |        |
| Patricia Richardson  | Home Improvement                  | Jill Taylor         | ABC        |        |
| 1998-1999            |                                   |                     |            |        |
| Helen Hunt           | Mad About You                     | Jamie Buchman       | NBC        |        |
| Jenna Elfman         | Dharma & Greg                     | Dharma Montgomery   | ABC        |        |
| Calista Flockhart    | Ally McBeal                       | Ally McBeal         | Fox        |        |
| Patricia Heaton      | Everybody Loves Raymond           | Debra Barone        | CBS        |        |
| Sarah Jessica Parker | Sex and the City                  | Carrie Bradshaw     | HBO        |        |

### Dècada del 2000
| Any                  | Actriu                              | Programa           | Personatge     | Cadena |
| -------------------- | ----------------------------------- | ------------------ | -------------- | ------ |
| 1999-2000            |                                     |                    |                |        |
| Patricia Heaton      | Everybody Loves Raymond             | Debra Barone       | CBS            |        |
| Jenna Elfman         | Dharma & Greg                       | Dharma Montgomery  | ABC            |        |
| Jane Kaczmarek       | Malcolm in the Middle               | Lois               | Fox            |        |
| Debra Messing        | Will & Grace                        | Grace Adler        | NBC            |        |
| Sarah Jessica Parker | Sex and the City                    | Carrie Bradshaw    | HBO            |        |
| 2000-2001            |                                     |                    |                |        |
| Patricia Heaton      | Everybody Loves Raymond             | Debra Barone       | CBS            |        |
| Calista Flockhart    | Ally McBeal                         | Ally McBeal        | Fox            |        |
| Jane Kaczmarek       | Malcolm in the Middle               | Lois               | Fox            |        |
| Debra Messing        | Will & Grace                        | Grace Adler        | NBC            |        |
| Sarah Jessica Parker | Sex and the City                    | Carrie Bradshaw    | HBO            |        |
| 2001-2002            |                                     |                    |                |        |
| Jennifer Aniston     | Friends                             | Rachel Green       | NBC            |        |
| Patricia Heaton      | Everybody Loves Raymond             | Debra Barone       | CBS            |        |
| Jane Kaczmarek       | Malcolm in the Middle               | Lois               | Fox            |        |
| Debra Messing        | Will & Grace                        | Grace Adler        | NBC            |        |
| Sarah Jessica Parker | Sex and the City                    | Carrie Bradshaw    | HBO            |        |
| 2002-2003            |                                     |                    |                |        |
| Debra Messing        | Will & Grace                        | Grace Adler        | NBC            |        |
| Jennifer Aniston     | Friends                             | Rachel Green       | NBC            |        |
| Patricia Heaton      | Everybody Loves Raymond             | Debra Barone       | CBS            |        |
| Jane Kaczmarek       | Malcolm in the Middle               | Lois               | Fox            |        |
| Sarah Jessica Parker | Sex and the City                    | Carrie Bradshaw    | HBO            |        |
| 2003-2004            |                                     |                    |                |        |
| Sarah Jessica Parker | Sex and the City                    | Carrie Bradshaw    | HBO            |        |
| Jennifer Aniston     | Friends                             | Rachel Green       | NBC            |        |
| Patricia Heaton      | Everybody Loves Raymond             | Debra Barone       | CBS            |        |
| Bonnie Hunt          | Life With Bonnie                    | Bonnie Malloy      | ABC            |        |
| Jane Kaczmarek       | Malcolm in the Middle               | Lois               | Fox            |        |
| 2004-2005            |                                     |                    |                |        |
| Felicity Huffman     | Desperate Housewives                | Lynette Scavo      | ABC            |        |
| Marcia Cross         | Desperate Housewives                | Bree Van de Kamp   | ABC            |        |
| Teri Hatcher         | Desperate Housewives                | Susan Mayer        | ABC            |        |
| Patricia Heaton      | Everybody Loves Raymond             | Debra Barone       | CBS            |        |
| Jane Kaczmarek       | Malcolm in the Middle               | Lois               | Fox            |        |
| 2005-2006            |                                     |                    |                |        |
| Julia Louis-Dreyfus  | The New Adventures of Old Christine | Christine Campbell | CBS            |        |
| Stockard Channing    | Out of Practice                     | Lydia Barnes       | CBS            |        |
| Jane Kaczmarek       | Malcolm in the Middle               | Lois               | Fox            |        |
| Lisa Kudrow          | The Comeback                        | Valerie Cherish    | HBO            |        |
| Debra Messing        | Will & Grace                        | Grace Adler        | NBC            |        |
| 2006-2007            |                                     |                    |                |        |
| America Ferrera      | Ugly Betty                          | Betty Suarez       | ABC            |        |
| Tina Fey             | 30 Rock                             | Liz Lemon          | NBC            |        |
| Felicity Huffman     | Desperate Housewives                | Lynette Scavo      | ABC            |        |
| Julia Louis-Dreyfus  | The New Adventures of Old Christine | Christine Campbell | CBS            |        |
| Mary-Louise Parker   | Weeds                               | Nancy Botwin       | Showtime       |        |
| 2007-2008            |                                     |                    |                |        |
| Tina Fey             | 30 Rock                             | Liz Lemon          | NBC            |        |
| Christina Applegate  | Samantha Who?                       | Samantha Newly     | ABC            |        |
| America Ferrera      | Ugly Betty                          | Betty Suarez       | ABC            |        |
| Julia Louis-Dreyfus  | The New Adventures of Old Christine | Christine Campbell | CBS            |        |
| Mary-Louise Parker   | Weeds                               | Nancy Botwin       | Showtime       |        |
| 2008-2009            |                                     |                    |                |        |
| Toni Collette        | United States of Tara               | Tara Gregson       | Showtime       |        |
| Christina Applegate  | Samantha Who?                       | Samantha Newly     | ABC            |        |
| Tina Fey             | 30 Rock                             | Liz Lemon          | NBC            |        |
| Julia Louis-Dreyfus  | The New Adventures of Old Christine | Christine Campbell | CBS            |        |
| Mary-Louise Parker   | Weeds                               | Nancy Botwin       | Showtime       |        |
| Sarah Silverman      | The Sarah Silverman Program         | Sarah Silverman    | Comedy Central |        |

### Dècada del 2010
| Any                  | Actriu                              | Programa                    | Personatge     | Cadena |
| -------------------- | ----------------------------------- | --------------------------- | -------------- | ------ |
| 2009−2010            |                                     |                             |                |        |
| Edie Falco           | Nurse Jackie                        | Jackie Peyton, RN           | Showtime       |        |
| Toni Collette        | United States of Tara               | Tara Gregson                | Showtime       |        |
| Tina Fey             | 30 Rock                             | Liz Lemon                   | NBC            |        |
| Julia Louis-Dreyfus  | The New Adventures of Old Christine | Christine Campbell          | CBS            |        |
| Lea Michele          | Glee                                | Rachel Berry                | Fox            |        |
| Amy Poehler          | Parks and Recreation                | Leslie Knope                | NBC            |        |
| 2010−2011            |                                     |                             |                |        |
| Melissa McCarthy     | Mike & Molly                        | Molly Flynn                 | CBS            |        |
| Edie Falco           | Nurse Jackie                        | Jackie Peyton, RN           | Showtime       |        |
| Tina Fey             | 30 Rock                             | Liz Lemon                   | NBC            |        |
| Laura Linney         | The Big C                           | Cathy Jamison               | Showtime       |        |
| Martha Plimpton      | Raising Hope                        | Virginia Chance             | Fox            |        |
| Amy Poehler          | Parks and Recreation                | Leslie Knope                | NBC            |        |
| 2011−2012            |                                     |                             |                |        |
| Julia Louis-Dreyfus  | Veep                                | Vice President Selina Meyer | HBO            |        |
| Zooey Deschanel      | New Girl                            | Jessica Day                 | Fox            |        |
| Lena Dunham          | Girls                               | Hannah Horvath              | HBO            |        |
| Edie Falco           | Nurse Jackie                        | Jackie Peyton, RN           | Showtime       |        |
| Tina Fey             | 30 Rock                             | Liz Lemon                   | NBC            |        |
| Melissa McCarthy     | Mike & Molly                        | Molly Flynn                 | CBS            |        |
| Amy Poehler          | Parks and Recreation                | Leslie Knope                | NBC            |        |
| 2012−2013            |                                     |                             |                |        |
| Julia Louis-Dreyfus  | Veep                                | Vice President Selina Meyer | HBO            |        |
| Laura Dern           | Enlightened                         | Amy Jellicoe                | HBO            |        |
| Lena Dunham          | Girls                               | Hannah Horvath              | HBO            |        |
| Edie Falco           | Nurse Jackie                        | Jackie Peyton, RN           | Showtime       |        |
| Tina Fey             | 30 Rock                             | Liz Lemon                   | NBC            |        |
| Amy Poehler          | Parks and Recreation                | Leslie Knope                | NBC            |        |
| 2013−2014            |                                     |                             |                |        |
| Julia Louis-Dreyfus  | Veep                                | Vice President Selina Meyer | HBO            |        |
| Lena Dunham          | Girls                               | Hannah Horvath              | HBO            |        |
| Edie Falco           | Nurse Jackie                        | Jackie Peyton               | Showtime       |        |
| Melissa McCarthy     | Mike & Molly                        | Molly Flynn                 | CBS            |        |
| Amy Poehler          | Parks and Recreation                | Leslie Knope                | NBC            |        |
| Taylor Schilling     | Orange Is the New Black             | Piper Chapman               | Netflix        |        |
| 2014−2015            |                                     |                             |                |        |
| Julia Louis-Dreyfus  | Veep                                | Vice President Selina Meyer | HBO            |        |
| Edie Falco           | Nurse Jackie                        | Jackie Peyton               | Showtime       |        |
| Lisa Kudrow          | The Comeback                        | Valerie Cherish             | HBO            |        |
| Amy Poehler          | Parks and Recreation                | Leslie Knope                | NBC            |        |
| Amy Schumer          | Inside Amy Schumer                  | Diversos personatges        | Comedy Central |        |
| Lily Tomlin          | Grace and Frankie                   | Frankie Bergstein           | Netflix        |        |
| 2015−2016            |                                     |                             |                |        |
| Julia Louis-Dreyfus  | Veep                                | Vice President Selina Meyer | HBO            |        |
| Ellie Kemper         | Unbreakable Kimmy Schmidt           | Kimmy Schmidt               | Netflix        |        |
| Laurie Metcalf       | Getting On                          | Dr. Jenna James             | HBO            |        |
| Tracee Ellis Ross    | Black-ish                           | Rainbow Johnson             | ABC            |        |
| Amy Schumer          | Inside Amy Schumer                  | Diversos personatges        | Comedy Central |        |
| Lily Tomlin          | Grace and Frankie                   | Frankie Bergstein           | Netflix        |        |
| 2016−2017            |                                     |                             |                |        |
| Julia Louis-Dreyfus  | Veep                                | Vice President Selina Meyer | HBO            |        |
| Pamela Adlon         | Better Things                       | Sam Fox                     | FX             |        |
| Jane Fonda           | Grace and Frankie                   | Grace Hanson                | Netflix        |        |
| Allison Janney       | Mom                                 | Bonnie Plunkett             | CBS            |        |
| Ellie Kemper         | Unbreakable Kimmy Schmidt           | Kimmy Schmidt               | Netflix        |        |
| Tracee Ellis Ross    | Black-ish                           | Rainbow Johnson             | ABC            |        |
| Lily Tomlin          | Grace and Frankie                   | Frankie Bergstein           | Netflix        |        |
| 2017−2018            |                                     |                             |                |        |
| Rachel Brosnahan     | The Marvelous Mrs. Maisel           | Miriam "Midge" Maisel       | Prime Video    |        |
| Pamela Adlon         | Better Things                       | Sam Fox                     | FX             |        |
| Allison Janney       | Mom                                 | Bonnie Plunkett             | CBS            |        |
| Issa Rae             | Insecure                            | Issa Dee                    | HBO            |        |
| Tracee Ellis Ross    | Black-ish                           | Rainbow Johnson             | ABC            |        |
| Lily Tomlin          | Grace and Frankie                   | Frankie Bergstein           | Netflix        |        |
| 2018−2019            |                                     |                             |                |        |
| Phoebe Waller-Bridge | Fleabag                             | Fleabag                     | Prime Video    |        |
| Christina Applegate  | Dead to Me                          | Jen Harding                 | Netflix        |        |
| Rachel Brosnahan     | The Marvelous Mrs. Maisel           | Miriam "Midge" Maisel       | Prime Video    |        |
| Julia Louis-Dreyfus  | Veep                                | Vice President Selina Meyer | HBO            |        |
| Natasha Lyonne       | Russian Doll                        | Nadia Vulvokov              | Netflix        |        |
| Catherine O'Hara     | Schitt's Creek                      | Moira Rose                  | Pop TV         |        |